# Giuseppe Tucci
Giuseppe Tucci (5. června 1894 Macerata – 5. dubna 1984 San Polo dei Cavalieri) byl italský badatel v oblasti orientální kultury se zaměřením na dějiny buddhismu a Tibet. Tucci byl znalcem hned několika evropských jazyků, dále sanskrtu, bengálštiny, pálijštiny, prákrtu, čínštiny i tibetštiny. Je považován za jednoho ze zakladatelů buddhologie.

## Výběrová bibliografie
- Indo-tibetica 1: Mc'od rten e ts'a ts'a nel Tibet indiano ed occidentale: contributo allo studio dell'arte religiosa tibetana e del suo significato, Roma, Reale Accademia d'Italia, 1932;
- Indo-tibetica 2: Rin c'en bzan po e la rinascita del buddhismo nel Tibet intorno al Mille, Roma, Reale Accademia d'Italia, 1933 (English transl.: Rin-chen-bzan-po and the renaissance of Buddhism in Tibet around the millennium, New Delhi, Aditya Prakashan, [1988]);
- (with E. Ghersi) Cronaca della missione scientifica Tucci nel Tibet occidentale (1933), Roma, Reale Accademia d'Italia, 1934 (English transl.: Secrets of Tibet. Being the chronicle of the Tucci Scientific Expedition to Western Tibet, 1933, London & Glasgow, Blackie & Son, 1935);
- Indo-tibetica 3 : I templi del Tibet occidentale e il loro simbolismo artistico, 2 vols, Roma, Reale Accademia d'Italia, 1935-1936;
- Santi e briganti nel Tibet ignoto: diario della spedizione nel Tibet occidentale 1935, Milano, U. Hoepli, 1937;
- Indo-tibetica 4: Gyantse ed i suoi monasteri, 3 vols, Roma, Reale Accademia d'Italia, 1941 (English transl.: Gyantse and its monasteries, New Delhi, Aditya Prakashan, 1989);
- Asia religiosa, Roma, Partenia, 1946;
- Tibetan Painted Scrolls, 3 vols, Roma, Istituto Poligrafico e Zecca dello Stato, 1949;
- Teoria e pratica del Mandala, Roma, Astrolabio, 1949 (English transl.: The theory and practice of the Mandala, London, Rider and Co., 1961);
- Italia e Oriente, Milano, Garzanti, 1949;
- Tibetan folksongs from the district of Gyantse, Ascona, Artibus Asiae, 1949; 2nd rev. ed. 1966;
- The Tombs of the Tibetan Kings, Roma, IsMEO, 1950;
- A Lhasa e oltre, Roma, La Libreria dello Stato, 1950 (English transl.: To Lhasa and beyond, Roma, La Libreria dello Stato, 1956);
- Tra giungle e pagode, Roma, La Libreria dello Stato, 1953;
- Preliminary report on two scientific expeditions in Nepal, Roma, IsMEO, 1956;
- Storia della filosofia indiana, Bari, Laterza, 1957;
- Nepal: alla scoperta dei Malla, Bari, Leonardo da Vinci, 1960 (English transl.: Nepal. The discovery of the Malla, London, George Allen & Unwin, 1962);
- Die Religionen Tibets in G. Tucci and W. Heissig, Die Religionen Tibets und der Mongolei, Stuttgart, W. Kohlhammer, 1970 (English transl.: The religions of Tibet, London, Routledge & Kegan Paul, 1980).